# Chrýsis Michaíl
Chrysóstomos Michaíl, dit Chrýsis Michaíl (grec moderne : Χρυσόστομος «Χρύσης» Μιχαήλ), né à Limassol le 26 mai 1977, est un footballeur international chypriote, devenu entraîneur à l'issue de sa carrière, qui évoluait au poste de milieu défensif.

## Palmarès
- Avec l'APOEL Nicosie
  - Champion de Chypre en 2004, 2007, 2009 et 2011
  - Vainqueur de la Coupe de Chypre en 2006 et 2008
  - Vainqueur de la Supercoupe de Chypre en 2004, 2008 et 2009